# 御庭番
御庭番（おにわばん）は、江戸時代の第8代将軍・徳川吉宗が設けた幕府の役職。将軍から直接の命令を受けて秘密裡に諜報活動を行った隠密を指した。
諜報活動といっても、実際には時々命令を受けて、江戸市中の情報を将軍に報告したり、身分を隠して地方におもむき情勢を視察していた程度だといわれている。実態としては、大目付や目付を補う将軍直属の監察官に相当する職であることがうかがえる。

## 職務
御庭番は、江戸幕府の職制では大奥に属する男性の職員・広敷役人のひとつで、若年寄の支配だった。彼らは江戸城本丸に位置する庭に設けられた御庭番所に詰め、奥向きの警備を表向きの職務としていた。時に将軍の側近である御側御用取次から命令を受け、情報収集活動を行って将軍直通の貴重な情報源となった。また、日常的に大名・幕臣や江戸市中を観察し、異常があれば報告するよう定められていたといわれる。
庭の番の名目で御殿に近づくことができたので、報告にあたっては御目見以下の御家人身分であっても将軍に直接目通りすることもあり、身分は低くても将軍自身の意思を受けて行動する特殊な立場にあった。
その特殊な任務のために功績を挙げて出世する機会に恵まれ、中には幕末に初代新潟奉行・長崎奉行を歴任した川村修就、勘定奉行・外国奉行を歴任し、日米修好通商条約批准のため使節副使としてアメリカに渡った村垣範正のような人物もいる。

## 起源
御庭番の前身は、吉宗が将軍就任前に藩主を務めていた紀州藩お抱えの薬込役（くすりごめやく）と呼ばれる役人たちで、紀州藩でも奥向きの警備を表向きの職務とし、藩主の命を受けて情報収集を行っていたといわれる。吉宗が将軍に就任したとき、薬込役のうち十数人の者たちが吉宗に随行して江戸に移り、幕臣に編入されて御庭番となった。紀州藩の薬込役は全体で数十人おり、その中から幕臣に編入されたのは十数人だけだったが、これは輪番で江戸に随行した者を任命しただけで、特に選抜して連れてきたというわけではない。
吉宗が御庭番を新設した理由としては、家康以来幕府に仕えてきた伊賀者や甲賀者が忍者としての機能を失い、間諜として使い物にならなくなったことや、傍流の紀州家から将軍家を継いだ吉宗が代々自分の家に仕えてきて信頼のおける者を間諜に用いようとしたことが、理由として挙げられる。また、幕府の公式の監察官だった大目付が後代には伝令を主たる職務とする儀礼官になったこともあり、将軍直属の監察能力が形骸化したため、これを補って将軍権力を強化する意味あいもあった。
- 「御庭番」の家筋の祖となった17名の採用経緯と役職名の変遷[2]
  - 享保元年10月に吉宗の長男長福丸（後の徳川家重）に供奉して江戸城に入った者（「広敷伊賀者」に任命、元紀州藩「薬込役」）
    - 川村弥五左衛門
    - 宮地六右衛門
    - 薮田定八

  - 享保元年11月に江戸に出府した者（12月に「広敷伊賀者」に任命、元紀州藩「薬込役」）
    - 明楽樫右衛門
    - 西村庄左衛門

  - 享保3年5月に吉宗の母（浄円院）とともに和歌山城から江戸城に入った者（「広敷伊賀者」に任命、元紀州藩「薬込役」）
    - 馬場瀧右衛門
    - 中村万五郎
    - 野尻七郎兵衛
    - 村垣吉平
    - 古坂興吉
    - 高橋與右衛門
    - 倉地文左衛門
    - 梶野太左衛門
    - 和多田孫市
    - 林惣七郎
    - 吉川安之右衛門
- 以上、江戸幕府の「広敷伊賀者」となった16名は享保11年2月に7名が「御休息御庭締戸番（おきゅうそくおにわしめどばん）」、残りの9名は「伊賀御庭番」となり、従来の「広敷伊賀者」と区別された。
  - 享保14年8月に紀州藩出身で江戸幕府でも「口之者」を勤めていた者1名（「御庭番」に任命、元紀州藩「口之者」）
    - 川村新六
- 以上の合計17名が「御庭番」の祖となった。

## 身分と家柄
吉宗のとき紀州藩で薬込役と呼ばれていた隠密任務に就いていたものを幕府に編入し、最終的に17名を初代の御庭番に任命した。以後の御庭番はこの子孫17家の世襲からなり、さらに分家9家が生まれて合計26家となり、歴史の中で4家が解任され、幕末には22家が残った。彼らは、世襲によってまかなわれる御庭番の家筋としての団結を保ち、御庭番の職務を協同して行っていた。
御庭番の家筋の諸家は、当初はすべてが下級の御家人だったが、幕末までに大半の家が下級の旗本にまで上昇した。御庭番出身の者が出世すれば、当然に軽輩の職務である御庭番からは離れることになるが、その子が新たに幕府に出仕するときは御庭番となるのが定めで、旗本に出世した御庭番の子は旗本格の御庭番になった。
彼らは当時の武鑑に御庭番として収録されており、間諜でありながら氏名、住居はもとより収入や経歴に至るまで公開されていた。

## 遠国御用
御庭番が幕臣としての身分を隠し、遠国に実情を調査に出かける旅行のことを「遠国御用」という。前述したように、彼らは一般に言われるような華々しい間諜行動はとらなかったようだが、それでもしばしば命ぜられる遠国御用は重要な任務だった。
御庭番に関しては、将軍の命を受けてすぐに幕府御用達呉服店におもむき、秘密の部屋で変装して家族にも告げず、ただちに出立するといった記述をよく見かけるが、御庭番自身の談話や彼らの書き残した記録、幕府に残る公的記録からは、これが伝説に過ぎないことが見て取れる。
実際には、情報収集の命令を受けた御庭番は、出発前に一度自宅に戻って綿密に準備していた。彼らは、幕臣として出世後に御庭番の職務を離れた長老までも含めた、御庭番家筋の間で相互に親密に連絡を取り合っており、命を受けた御庭番は家筋の長老をはじめとする先輩御庭番たちに、調査内容について相談していた。それでも表向きには、御庭番たちは「他人はもとより親兄弟と雖も職務上の秘密を漏らさない」旨の誓紙を就任時に提出していた。また、江戸で事前の調査を行い、予備知識を蓄えてから出発した。調査報告にあたっても報告は書面で認め、先輩御庭番たちの校閲を経てから報告が行われた。
隠密調査中は、公式には病欠扱いとされていたようである。報告書上の旅程は、下命直後に出発して帰着直後に復命した、という形式をとったが、実際には事前の準備と事後の報告書作成のため、前後数日間の在宅期間が存在していた。これは、脇目もふらず職務に邁進したという建前をとる必要があったことと、日割で出張手当が支給されたことによると考えられる。
遠国御用のたびに立ち寄ることになる京都・大坂には、毎回御用を命ぜられた御庭番が立ち寄る御用達町人が、御庭番の隠密調査を支援するための一種の現地スタッフとして配置されており、御庭番は初めての御用でも彼らの助けを得て無事に任務を果たすことができた。

## 創作作品
一般には、いわゆる間者や忍者の類だったとする御庭番像が広まっており、時代劇・時代小説や漫画などでそのような描写が数多くなされている。